# Maphumulo
Maphumulo (officieel Maphumulo Local Municipality) is een gemeente in het Zuid-Afrikaanse district iLembe.
Maphumulo ligt in de provincie KwaZoeloe-Natal en telt 96.724 inwoners.

## Hoofdplaatsen
Het nationaal instituut voor de statistiek, Stats SA, deelt sinds de census 2011 deze gemeente in in 88 zogenaamde hoofdplaatsen (main place):
Amafahla • Bethe • Dabangu • Dayimane • Ehlongwa • Ejingeni • Ekhatha • Emabhedwini • Emabomvini A • Emabomvini B • Emasomini A • Emasomini B • Embizeni • Emkhovini • Emnyameni • Emtanjeni • Emthombeni • Esiweni/Amambulwa • Ewosi • Ezibandleni • Haqaza • Hholweni • Icubhu • Idakadaka • Ikhabane • Inhlanomfula • Inyamazane • Inyezini • Ishowe • Isthundu • Izagqaya • Jojingwenya • KwaGcwensa • KwaKing • KwaMshibe • KwaNtuli A • KwaNtuli B • KwaPetezi • Malovana • Mandlakazi • Maphumulo NU • Masiwela • Mathonsi • Mbutane • Menyezwayo • Mvozana • Ndaba • Ndukwende • Ngangwini • Ngwadumane • Nkolovuzane A • Nkolovuzane B • Nofohla • Nomahhala • Ntombiyahlulinina • Ntunjambili • Nutwa • Nyamazane • Nyonebomvu • Nzikinziki • Nzuza • Obihlweni • Ocheni • Oqaqeni • Oshikishi • Oshikishini • Oyengweni • Samangu • Sdoho • Sese • Sindi • Snamfu • Sondokhulu • Thafamasi • Umphumulo • Umshukangubo • Umvoti • Umvozana • Umvumase • Umzulwini • Uqaqa • Velabahleke • Vuma A • Vuma B • Vumbu • Wome • Woyisane • Woza.